# Liste der Einträge im National Register of Historic Places im Knox County (Illinois)

Lage des Knox County in Illinois

Die Liste der Einträge im National Register of Historic Places im Knox County in Illinois führt alle Bauwerke und historischen Stätten im Knox County auf, die in das National Register of Historic Places aufgenommen wurden.

## Legende
| NRHP | Historic Place    |
| HD   | Historic District |

## Aktuelle Einträge
| [ 2 ] | Name                                              | Bild                                              | Eintragsdatum        | Lage | Ort       | Beschreibung |
| ----- | ------------------------------------------------- | ------------------------------------------------- | -------------------- | --- | --------- | ------------ |
| 1     | J. Newton Conger House                            | J. Newton Conger House                            | 1979 ID-Nr. 79003111 | 334 North Knox Street 41° 5′ 3″ N, 90° 13′ 39″ W                                                          | Oneida    |              |
| 2     | Galesburg Historic District                       | Galesburg Historic District                       | 1976 ID-Nr. 76000715 | Abgegrenzt durch Berrien Street, Clark Street, Pearl Street und Sanborn Street 40° 57′ 7″ N, 90° 22′ 9″ W | Galesburg |              |
| 3     | Knox County Courthouse and Hall of Records        | Knox County Courthouse and Hall of Records        | 1992 ID-Nr. 92000051 | Public Square Ecke Main Street 40° 54′ 29″ N, 90° 17′ 3″ W                                                | Knoxville |              |
| 4     | Knox County Jail                                  | Knox County Jail                                  | 1992 ID-Nr. 92000050 | Public Square Ecke Main Street 40° 54′ 31″ N, 90° 17′ 6″ W                                                | Knoxville |              |
| 5     | Meetinghouse of the Central Congregational Church | Meetinghouse of the Central Congregational Church | 1976 ID-Nr. 76000716 | Central Square 40° 56′ 49″ N, 90° 22′ 15″ W                                                               | Galesburg |              |
| 6     | Old Main, Knox College                            | Old Main, Knox College                            | 1966 ID-Nr. 66000323 | Campus des Knox College 40° 56′ 36″ N, 90° 22′ 14″ W                                                      | Galesburg |              |
| 7     | Walnut Grove Farm                                 | Walnut Grove Farm                                 | 1989 ID-Nr. 89001114 | Knox Station Road, rund eine Meile südlich von Knoxville 40° 55′ 19″ N, 90° 16′ 5″ W                      | Knoxville |              |

## Frühere Einträge
| [ 2 ] | Name                | Bild | Eintragsdatum        | Lage | Ort        | Beschreibung                                                                |
| ----- | ------------------- | ---- | -------------------- | --- | ---------- | --------------------------------------------------------------------------- |
| 1     | Wolf Covered Bridge |      | 1974 ID-Nr. 74000763 | Nordwestlich von Yates City frühere Brücke der County Road 17 über den Spoon River 40° 50′ 31,2″ N, 90° 7′ 45,3″ W | Yates City | Im Jahre 1994 durch ein Feuer zerstört und 1995 aus dem Register gestrichen |